# Jean-Michel Basquiat
Jean-Michel Basquiat (Brooklyn, Nova York, 22 de desembre de 1960 - 12 d'agost de 1988), fou un pintor estatunidenc.

## Biografia
Basquiat era fill de pare haitià i mare porto-riquenya. El seu pare, Gerard Basquiat, era un comptable de respectable solvència econòmica, i la seva mare, Matilde Andradas (cognom de naixement), era una dissenyadora gràfica de gran prestigi professional. Va créixer en un entorn familiar estripat; els seus pares es van divorciar i, per aquesta situació, va haver de canviar moltes vegades d'escola. Va estudiar en una escola catòlica privada; després en una de pública, i als 16 anys va ingressar en la City-As-School, un centre per a adolescents dotats del qual el van expulsar per rebel un any abans de graduar-se. Ja en la seva joventut va entrar en contacte amb la subcultura de la gran ciutat, drogues i bandes.
El 1977, juntament amb Al Díaz, es va introduir en el món del grafit, pintant en els vagons del metro i per les zones del SoHo, barri novaiorquès on proliferen les galeries d'art. L'any següent va deixar l'escola un curs abans de graduar-se a batxillerat i va abandonar la seva casa per viure als carrers durant dos anys, en edificis abandonats o amb els seus amics al Low Manhatan, sobrevivint a força de vendre postals i samarretes que ell mateix decorava.
Seguia dedicant-se al grafit, les seves pintades i escrits tenien molta càrrega poètica i filosòfica, però sobretot satírica. El pseudònim del seu àlter ego compartit amb Al Díaz era SAMO, sigles de same old shit (literalment, "[la] mateixa vella merda") amb el qual signaven quan pintaven els seus tags i grafits, amb críptics missatges.
Aquests murals duien inscripcions com "SAMO salva idiotes" o "SAMO posa fi a la rentada de cervell religiós, la política del no-res i la falsa filosofia". Un article sobre l'escriptura rondaire de SAMO publicat a The Village Voice va ser el primer indici que el món de l'art s'interessava per ell.

## Els grafits
Des de finals dels anys 60, grups de joves dels barris marginals de Brooklyn i del Bronx van començar a cobrir les parets dels espais públics de gargots i pintades. Els més pròxims a la love generation es valien d'aquests espais públics per expressar el seu desencantament, les seves protestes, els seus desacords amb les estructures socials, polítiques i econòmiques d'un sistema que els era absolutament advers. Uns altres, fugint dels seus guetos, deixaven les seves petjades o les seves marques anònimes en els murs urbans amb actituds despolititzades i indiferents a l'establishment i amb l'única voluntat d'afirmar la seva identitat i donar testimoniatge de la seva existència en el si d'un sistema que els tenia apartats. El 1979 Basquiat va escriure als murs del Soho: SAMO is dead. Llavors, va deixar el grafit, i va fundar el Gray, un grup musical on tocava el clarinet i el sintetitzador i amb el qual freqüentava pubs com el CBGB i el Mudd Club, llocs de moda on es reunien altres artistes, però aviat va abandonar la seva incipient carrera musical. A l'East Village, músics i artistes van elaborar la seva pròpia subcultura, el hip-hop, van compartir la seva afició per la música rock, pel break i el rap i van portar a terme performances, films underground i grafits. Però va ser a partir de 1980, quan encara vivia com un rodamón, que es va començar a dedicar principalment a la pintura.
Basquiat posseïa una curiositat intel·lectual i sentia una veritable fascinació per l'expressionisme abstracte, pels traços gestuals de Kline, pels primers treballs de Jackson Pollock, per les pintures amb figures de De Kooning i per les cal·ligrafies de Cy Twombly, cosa que el va dur a tenir un gran domini del grafisme expressivament gestual. Interessat també per les "combine paintings" de Robert Rauschenberg i per l'Art Brut de Jean Dubuffet, així com per la cultura popular, els seus grafits van adquirir una qualitat plàstica i expressiva cada vegada més pròxima a la de la recent pintura nord-americana, fins al punt que, uns anys més tard, Jeffrey Deitch va definir el seu treball com "una combinació xocant de l'art de De Kooning i dels gargots pintats amb aerosol en el metro de Nova York".
Des de petit havia rebut una apreciable educació artística informal; la seva mare el va dur a visitar museus (va ser membre júnior del Museu de Brooklyn als sis anys), també el va iniciar en la lectura de literatura poètica i, més tard, el va impulsar a escriure la pròpia. El nom del seu grup es va convertir en un capítol més del mite quan Basquiat va afirmar que estava inspirat en l'autor d'un llibre sobre anatomia que havia acompanyat la seva convalescència després de ser atropellat, als sis anys, per un automòbil. El mateix Basquiat repetiria diverses vegades que aquest llibre va ser un referent precoç del seu treball. Va completar la seva formació autodidàctica com oient a l'Escola d'Arts Visuals, on va contactar amb el pintor i autor de grafits Keith Haring.

## Exposicions
La seva primera participació en una exposició artística va ser el 1980 al Times Square Show, una espècie de galeria de moda i art alternatiu presentada en un magatzem abandonat del Bronx. En certa manera, va ser la primera vegada que l'expressió de l'art del grafit va deixar de ser exclusivament una manifestació marginal, ja que una sèrie d'artistes desvinculats en principi del sistema mainstream, és a dir comissari/museu/crític, van exhibir les seves obres a l'exposició. Va estar organitzada pel col·lectiu "Colab" (Col·laborative Projects Inc.) i en ella els diferents artistes professionals i graffiters van ser presentats de forma anònima i indiscriminada, tots barrejats (no hi havia noms d'autors ni rètols amb els títols de les obres). Basquiat va exposar un mural on reunia alguns grafits de SAMO. I a pesar de les males crítiques que van qualificar l'exposició com una mica en estat brut, irreverent, rebel i exemple de mal gust, a partir de llavors els artistes del grafit van ser objecte d'un progressiu reconeixement i integració en el sistema de l'art.
Algunes galeries del Soho, com el White Columns i Fashion Moda, van cedir els seus espais perquè els graffiters pengessin eventualment les seves obres. El 1981, Basquiat exposa les seves obres en la PS1 de l'Institute for Art and Urban Resources de Nova York en una exhibició amb el nom: "New York/New Wave" ("Nova York/Nova Ona"). S'intenta decretar que aquesta mostra està formada per un conjunt estel·lar de l'emergent jet-set artístic. L'artista estel·lar era el fotògraf Robert Mapplethorpe, i, com en cadascuna de les seves aparicions públiques, l'exposició ha estat elaborada amb una minuciosa posada en escena i dona els seus resultats. Això repercuteix favorablement Basquiat, ja que al costat de les fotografies es van mostrar les pintures fortes, de gestos aspres i de colors tan simples com contundents del jove pintor.
Acudeix a l'exposició saturat de cocaïna, cosa que incomoda els concurrents. És aquí on coneix a Andy Warhol, amb qui començaria una amistat, i una col·laboració professional. Al desembre de 1981 apareix el primer article important "The Radien Child" de Rene Ricard en la revista Artforum (núm. 24, pàg. 24-43) considerada la revista d'art més important de l'època.
Aquest mateix any (1981) s'exposen els seus grafits en la Documenta de Kassel. La seva passió per la música era tal que en l'època més intensa de la seva carrera, enmig d'exhibicions importants com la de Transvanguardia Itàlia/Amèrica i la Dokumenta de Kassel, va començar a produir música rap i DJ en els clubs de Manhattan. Els seus músics favorits: Miles Davis, Charlie Parker, Dizzy Gillespie, Billie Holiday, entre d'altres, apareixen en els quadres del moment.
El 1982 s'inicia per Basquiat un veritable camí cap a l'èxit: es multipliquen les seves exposicions individuals i col·lectives, és inclòs a l'exposició Transvanguardia: Itàlia/Amèrica amb artistes neoexpressionistes de la talla de S. Chia, F. Clemente, I. Cucchi, D. Deutsch, D. Surt-li, i J. Schnabel. També participa en l'exposició organitzada per Diego Cortez, presentada en la Galeria Marlborough de Nova York, titulada The Pressure to Paint, juntament amb altres artistes com; G. Baselitz, S. Chia, F. Clemente, I. Cucchi, M. Disler, R. Fetting, Keith Haring, J. Schnabel, entre d'altres.
L'any següent (1983) participa en la Biennal del Whitney Museum of American Art de Nova York al costat dels emergents representants de l'art apropiacionista, els nous expressionistes, i altres grafitstes com Keith Haring.
El 1984, el MOMA de Nova York, que en principi s'havia mostrat poc inclinat al neoexpresionisme va presentar la important exposició An International Survey of Recent Painting and Sculpture, on, al costat d'una selecció de 170 artistes Basquiat també va participar. Aquell mateix any, Warhol li va presentar al galerista suís Bruno Bischofberger, el qual va donar a conèixer la seva obra a Europa, i amb qui va col·laborar estretament fins a la seva mort.
Des d'aquest any, els amics de Basquiat comencen a preocupar-se pels seus excessos en l'ús de drogues. Sovint el trobaven gairebé en coma i molt paranoic amb idees de persecució. La paranoia de Basquiat, amb tot, tenia motius per les amenaces reals de gent que li robava quadres de l'estudi o de galeristes que s'enduien obres sense acabar per exhibir-les o vendre-les. En aquesta època Basquiat, entre d'altres, va arribar a ocupar les pàgines de paper couché, de les revistes d'informació general i de moda com Times, Newsweek, Vanity Fair i Vogue no per la seva pintura, sinó per la seva vida d'alta "societat" i per la seva presència a festes i en clubs de moda, com el novaiorquès Palladium. S'alterna amb Madonna i altres estrelles de l'espectacle i la música.
El 10 de febrer de 1985 Basquiat apareix en la portada de la revista dominical New York Times, i es converteix en el primer artista plàstic negre que apareix en la primera plana. L'article que acompanya la foto, redactat per Cathleen McGuigan, es titula "New Art, New Money: The Marketing of American Artist" (Nou art, nous diners: El màrqueting d'un artista americà).

## Col·laboració Basquiat-Warhol-Clemente
Entre 1984 i 1985 Basquiat col·labora amb Francesco Clemente i Andy Warhol, encara que les obres produïdes no desperten una resposta positiva en la crítica. D'aquesta col·laboració el resultat són diversos llenços de gran grandària amb suggeridores combinacions de color, "collages" que uneixen pintura, la serigrafia, el grafit i el llenguatge publicitari.
Els llenços van viatjar d'un estudi a un altre; normalment els començava Warhol, Clemente els perfeccionava i Basquiat els rematava. No obstant això, Warhol i Basquiat es van entendre particularment bé. Warhol va deixar escrit en el seu diari: "Jean Michel Basquiat ha aconseguit que pinti d'una forma molt diferent, i això està molt bé". La idea de pintar junts va ser considerada enriquidora per a ambdós perquè Warhol, que en aquell moment només emprava tècniques com la serigrafia, va tornar a agafar el pinzell, i Basquiat va començar a conèixer les tècniques mecàniques aplicades a la pintura.
El 1986 viatja a l'Àfrica i exposa a Abidjan (Costa d'Ivori). Al novembre del mateix 1986, realitza una gran exposició (més de 80 obres) al museu Kestner-Gesellschaft de Hannover, i amb 25 anys es converteix en l'artista més jove que ha exposat en aquest museu.
El 1988 te exposicions a París i Nova York, i a l'abril d'aquell mateix any, tracta d'abandonar la seva drogoaddicció i se'n va a viure a la casa que té a Hawaii. Torna a Nova York al juny anunciant que s'ha alliberat de la droga, però el 12 d'agost de 1988, mor per sobredosi d'heroïna amb 27 anys. Va ser l'artista visual negre més reeixit en la història de l'art afroamericà.
Al llarg de la seva breu però intensa carrera artística va realitzar més de 40 exposicions personals i va participar en prop de 100 col·lectives. L'autopromoció i el reclam publicitari van ser factors prioritaris per Basquiat, com amb anterioritat ho havien estat per a Andy Warhol o Julian Schnabel.

## Etapes
En la curta però intensa activitat pictòrica de Basquiat, es poden distingir tres etapes:
- De 1980 a 1982, època en la qual els grafit es barregen amb visions rondaires i formes simbòliques de tradicions culturals primitives, amb màscares, esquelets i calaveres.
- De 1982 a 1985, amb obres poblades de paraules-conceptes, imatges vudú, totèmiques i arcaïtzants, retrats-homenatges a herois negres- músics de jazz, escriptors, jugadors de bàsquet, boxadors-, i referències a la societat de consum nord-americana.
- De 1986 a 1988, període amb quadres cada vegada més sofisticats en els seus continguts i en la seva complexa figuració pictòrica, resolta aquesta amb múltiples i fragmentàries cites de cultures primitives o antigues (africana, asteca, egípcia, grecoromana, etc.) i de la tradició pictòrica europea. Com ell mateix va afirmar en més d'una ocasió, el seu treball va estar més a prop de la pintura, una pintura a mig camí entre l'abstracció gestual i càlida i la figuració postpop, que del grafit ("El meu treball no té res a veure amb els grafit. És pintar. Jo sempre he pintat").